# حرب تاراناكي الثانية
حرب تاراناكي الثانية، مصطلح يستخدمه بعض المؤرخين لوصف فترة القتال بين الماوري وحكومة نيوزيلندا في مقاطعة تاراناكي بنيوزيلندا بين عامي 1863 و1866. تجنب بعض المؤرخين هذا المصطلح، ووصفوا النزاعات بأنها مجرد سلسلة من الحملات في الساحل الغربي حدثت بين حرب تاراناكي (1860-1861) وحرب تيتوكووارو (1868-1869)، أو امتداد لحرب تاراناكي الأولى.
تأجج الصراع، الذي تداخل مع الحروب في وايكاتو وتورانغا، بفعل عدة عوامل: أولها استمرار استياء الماوريين من بيع الأراضي في ويتارا في عام 1860 وتأخر الحكومة في حل القضية؛ وسياسة مصادرة الأراضي واسعة النطاق التي أطلقتها الحكومة في أواخر عام 1863؛ وظهور ما يسمى بحركة هوهو، وهي قسم متطرف من ديانة باي مارير التوفيقية، والتي عارضت بشدة نقل ملكية أراضي الماوري للغرباء وحرصت على تعزيز الهوية الماورية. أصبحت حركة هوهو عاملًا موحّدًا للشعب الماوري في تاراناكي في ظل غياب القادة الماوريين الفرديين.
اختلف أسلوب الحرب بعد عام 1863 اختلافًا ملحوظًا عن أسلوب نزاع عامي 1860-1861، إذ اتخذ الماوريون مواقف محددة وتحدوا الجيش في منافسة مفتوحة. منذ عام 1863، عمل الجيش بوجود أعداد أكبر من القوات والمدفعية الثقيلة، واستولى استيلاءً منهجيًا على أراضي الماوري من خلال طرد السكان، وتبني إستراتيجية «الأرض المحروقة» المتمثلة في تدمير القرى والمزارع الماورية، وشن هجمات على القرى، سواء كانت عسكرية أو غير ذلك. مع تقدم القوات، بنت الحكومة خطًا موسعًا من الحصون الصغيرة، وبنى المستوطنون خلفه المنازل وأنشؤوا المزارع. كانت النتيجة مصادرة ما يقارب مليون فدان (4000 كيلومتر مربع) من الأراضي، وبعض التمييز بين أرض المالكين الماوريين الموالين والمتمردين.
عارض القائد البريطاني، الجنرال دنكان كاميرون، سياسة الحكومة الحربية، واشتبك مع الحاكم السير جورج غراي وقدم استقالته في فبراير 1865. غادر الجنرال دنكان نيوزيلندا بعد ستة أشهر. حث كاميرون، الذي اعتبر الحرب شكلًا من أشكال نهب الأراضي، المكتب الاستعماري على سحب القوات البريطانية من نيوزيلندا وبدأت القوات الإمبراطورية في المغادرة مع نهاية عام 1865، لتحل محلها قوة عسكرية نيوزيلندية موسعة. كانت وحدات حراس الغابة المتخصصة إحدى القوات الاستعمارية الجديدة، وشرعت في مهام بحث وتدمير مطولة في عمق الأدغال.
جادلت هيئة تحكيم وايتانغي بأنه بعيدًا عن الهجوم على سينتري هيل في أبريل 1864، لم تحدث اعتداءات من قبل الماوري طوال الحرب الثانية، وبالتالي لم يكن الماوريون في حالة حرب في الواقع. خلصت الهيئة إلى النتيجة التالية: «بقدر ما قاتل الماوري على الإطلاق، وكان المقاتلون قلة قليلة، كانوا فقط يدافعون عن كينغا وعن محاصيلهم وأراضيهم ضد التقدم العسكري والاحتلال».

## خلفية الحرب وأسبابها
تعود جذور الصراع في تاراناكي إلى حرب تاراناكي الأولى، التي انتهت في مارس 1861 بهدنة مضطربة. لم يلتزم أي من الطرفين بشروط الهدنة، ما ترك العديد من القضايا دون حل. كان من بين تلك القضايا (1) شرعية بيع قطعة أرض مساحتها 600 فدان (2.4 كم مربع) في ويتارا، والتي أشعلت الحرب الأولى، لكن الاضطرابات الماورية تفاقمت بسبب (2) بدء الحكومة باتباع إستراتيجية جديدة لمصادرة الأراضي و (3) ظهور حركة دينية قومية شرسة.

### أرض ويتارا المتنازع عليها
في عام 1861، وعد الحاكم توماس غور براون بالتحقيق في شرعية بيع أرض ويتارا، ولكن مع استمرار التأخير، بدأ صبر الماوريين في تاراناكي ونغاتي روانوي ينفد شيئًا فشيئًا. خلال الحرب السابقة، طرد الماوريون المستوطنين من الأراضي الزراعية في أوماتا وتاتارايماكا، على بعد 20 كم جنوب نيو بلايموث، واحتلوها، وأعلنوا حقهم بالغزو وتعهدوا بالاحتفاظ بها حتى تُرد أرض ويتارا لهم. في 12 مارس 1863، سار 300 رجل من الفوج 57 بقيادة العقيد السير هنري جيمس وير إلى أوماتا لاستعادة الأرض وبعد شهر من ذلك، في 4 أبريل، سار خليفة براون، الحاكم السير جورج غراي، إلى تاتارايماكا مع قواته وأقاموا معقلًا وأعادوا احتلال الأرض فيما وصفته محكمة وايتانغي بأنه عدوان. طلبت القبائل الخمس التي نزلت في المنطقة، وهي أتياوا وتاراناكي ونغاتيروانوي ونغاتيراورو ووانجانوي، المساعدة على الفور من قبيلة نغاتي مانيابوتو وماوريّي وايكاتو للرد على ما اعتبروه عملًا من أعمال الحرب.
في برقية مرسلة إلى لندن، كتب غراي أنه فشل في زعزعة «الإصرار العنيف» لدى الماوريين فيما يخص مسألة ويتارا. كتب: «يقال إن قسمًا كبيرًا من العرق الأصلي في حالة من السخط المزمن في الوقت الحاضر... وقد تخلت أعداد كبيرة منهم عن ولائها للملكة، وبيّن الكثير منهم علنًا أنهم تعرضوا للظلم لدرجة أنهم لن يعودوا أبدًا لسلطتها... أعلنت الغالبية العظمى منهم أنه في حال قامت الحرب بسبب هذه القضية، سوف ينهضون ويشنون هجومًا متزامنًا على العديد من المستوطنات الأوروبية في الجزيرة الشمالية. تعود أسباب هذه الإجراءات إلى أن أهالي وايتارا طُردوا قسرًا من القرى والمنازل والمواطن التي قطنوا فيها لسنوات دون أدنى ذنب. كان هذا الطرد جريمة كبرى بحقهم، وكان سيُقال على مدى الأجيال القادمة أن أراضيهم قد انتُزعت منهم عنوةً وبغير حق من قبل ضباط عيّنتهم ملكة المملكة المتحدة. قالوا إنهم لا يتوقعون أن تتحقق العدالة، وإن إبادتهم الجماعية باتت واضحة؛ لكن لم يتبقَ لهم سوى أن يموتوا رجالًا، بعد صراع طويل ويائس، وذكروا أنهم كلما أسرعوا في تنفيذ ذلك قبل أن تنضج استعداداتنا أكثر، وتزداد أعدادنا، زادت فرص نجاحهم».
بعد شهر، بدأ غراي يخطط لإعادة ويتارا إلى الماوريين، وفي 11 مايو أصدر إعلانًا بالتخلي عن كامل مطالبات الحكومة بالأرض. لكنه لم يفعل شيئًا يدل على نواياه، وفي 4 مايو، أي قبل أسبوع واحد من تحركه، بدأ الماوريون بقتل القوات البريطانية التي كانت تعبر أراضيهم. أعلنت الحكومة أن عمليات القتل هذه هي اندلاع لحرب جديدة في تاراناكي وراسل غراي المكتب الاستعماري في لندن على الفور وطلب إرسال ثلاثة أفواج إضافية إلى نيوزيلندا. أمر أيضًا أن تعود القوات التي نُقلت إلى أوكلاند في نهاية الحرب السابقة في تاراناكي إلى نيو بليموث، إذ كانوا يشيدون طريقًا في الجنوب استعدادًا لغزو وايكاتو.